# Schienenzeppelin
Schienenzeppelin – niemiecki wagon spalinowy z napędem śmigłowym projektu Franza Kruckenberga.

## Historia
Zaprojektowany przez Franza Kruckenberga Schienenzeppelin wyprodukowano w 1930 w zakładach naprawczych taboru kolejowego w Hanowerze-Leinhausen. Wagon spalinowy 10 maja 1931 osiągnął 200 kilometrów na godzinę na szlaku kolejowym pomiędzy Plockhorst i Lehrte. 21 czerwca 1931 pokonał 257-kilometrową linię kolejową między dworcami Hamburg-Bergedorf i Lehrter w Berlinie w 98 minut. Schienenzeppelin na odcinku z Karstadt do Wittenbergi jechał z maksymalną prędkością 230,2 kilometrów na godzinę ustanawiając rekord świata prędkości pojazdów szynowych. Wagon spalinowy został w listopadzie 1932 przebudowany, zdemontowano śmigło i zamontowano przekładnię hydrokinetyczną, która napędzała obydwa zestawy kołowe. W lipcu 1934 pokonał ostatni raz szlak kolejowy z Berlina do Hamburga i został sprzedany w listopadzie tego samego roku Kolejom Niemieckim za 10 tysięcy reichsmarek. Nie przeprowadzono więcej jazd testowych, a Schienenzeppelin stał odstawiony w zakładach naprawczych taboru kolejowego w Berlinie-Tempelhof. 21 marca 1939 na mocy dekretu Ministerstwa Niemieckich Kolei Państwowych wagon spalinowy miał być zezłomowany natychmiast, ponieważ potrzebne było miejsce w zakładach naprawczych dla węglarek i lokomotyw pasażerskich. Ponieważ wagon motorowy był uszkodzony, przeznaczenie na eksponat muzealny zostało wykluczone i dlatego został wkrótce potem zezłomowany.

## Konstrukcja
Schienenzeppelin mierzył 25,85 m długości, 2,8 m wysokości, ważył 20 ton. Podwozie oparte na dwóch osiach z kołami o średnicy 1 m. Napędzany pierwotnie przez dwa sześciocylindrowe silniki BMW IV, zamienione później na jeden dwunastocylindrowy silnik BMW VI o mocy 600 KM i pojemności 46 litrów. Moc przenoszona była na zamontowane z tyłu śmigło. Ustawienie śmigła pod kątem 7° zapewniało dodatkową siłę dociskającą pojazd do torów podczas szybkiej jazdy. Pojazd wykonano z lekkich materiałów, głównie aluminium i nadano mu aerodynamiczny kształt. Skromnie wykończone wnętrze mieściło 40 pasażerów.
Prototyp trapiony był licznymi problemami technicznymi, wielkie nieosłonięte śmigło stwarzało zagrożenie bezpieczeństwa, ponadto przy jeździe pod górę nie wytwarzało ciągu wystarczającego do poruszania pojazdu. Nie było możliwości podłączenia wagonów. Obawiano się także wykolejenia w czasie jazdy po starych, nieprzystosowanych do jazdy z wielką prędkością torach.